# Ulvsborg Historisk Værksted
Ulvsborg Historisk Værksted er som navnet antyder et historisk værksted og arkæologisk frilandsmuseum, der ligger lidt syd for Asnæs i Odsherred nordvest for Holbæk. Ulvsborg formidler den tidlige middelalder i Danmark fra 1050-1250, i overgangen fra vikingetiden til middelalderen. Det består af en befæstet stormandsgård med hovedbygning, fæstningstårn og flere mindre værkstedsbygninger. Her formidles dagligdags aktiviteter som håndværk og madlavning. Et naturområde med skov, sø og eng er ligeledes en del af museet. Museet har en støtteforening ved navn Ulvsborgens Venner, der er med til levendegørelse af historie i perioder i løbet af sommeren.
I løbet af året afholdes forskellige arrangementer som eksempelvis dage med bueskydning og et marked til påske. Der er også blevet af musikfestivaler, hvor bl.a. folkemusikgruppen Gny har optrådt.
I 2014 frygtede museet at måtte lukke, da Odsherred Kommune havde sagt nej til at støtte med 1,4 mio. DKK til nye projekter.
I 2017 blev Bob Rødsten ansat som direktør for Ulvsborg Historisk Værksted. I foråret 2021 blev Mette Bohart ansat som administrerende direktør.

## Galleri
- Huse på Ulvsborg
- Telt på pladsen
- Aktører i telt på pladsen
- Offersted
- Aktører der plukker høns
- Salshuset
- Aktører
- Indgang igennem skoven
- Våbendemonstration